# Lam Hiểu
Lam Hiểu (tiếng Trung giản thể: 蓝晓, bính âm Hán ngữ: Lán Xiǎo, sinh tháng 12 năm 1969, người Dao) là chính trị gia nước Cộng hòa Nhân dân Trung Hoa. Ông là Ủy viên dự khuyết Ủy ban Trung ương Đảng Cộng sản Trung Quốc khóa XX, hiện là Bí thư Thị ủy Sùng Tả của Quảng Tây.
Lam Hiểu là đảng viên Đảng Cộng sản Trung Quốc, học vị Cử nhân Chính trị học, Cử nhân Luật học, Thạc sĩ Quản trị công cộng, Giảng viên cấp cao. Ông có 30 năm sự nghiệp đều công tác ở quê nhà Quảng Tây.

## Xuất thân và giáo dục
Lam Hiểu sinh vào tháng 12 năm 1969 trong gia đình người Dao tại huyện tự trị dân tộc Dao Đô An, thuộc địa cấp thị Hà Trì, khu trự trị dân tộc Tráng Quảng Tây, Cộng hòa Nhân dân Trung Hoa. Ông lớn lên và tốt nghiệp cao trung ở Đô An, thi cao khảo vào năm 1989 và đỗ Học viện Sư phạm Quảng Tây, nay là Đại học Sư phạm Nam Ninh, lên thủ phủ này nhập học hệ giáo dục chính trị từ tháng 9 cùng năm, rồi tốt nghiệp cử nhân chuyên ngành này vào tháng 6 năm 1993. Vào tháng 9 năm 2000 ông học khóa pháp luật dân sự và thương mại ở Trường Luật của Đại học Quảng Tây, tốt nghiệp cử nhân luật học vào tháng 6 năm 2002. Đến tháng 9 năm 2007, ông trở lại đại học này, tham gia chương trình cao học ở Trưởng Quản lý công cộng và nhận bằng Thạc sĩ Quản lý công cộng vào tháng 12 năm 2010. Lam Hiểu được kết nạp Đảng Cộng sản Trung Quốc vào tháng 4 năm 1993 khi là sinh viên năm cuối Sư phạm Nam Ninh, ông từng tham gia các khóa bồi dưỡng huấn luyện gồm khóa cán bộ trung, thanh niên kỳ 22 giai đoạn tháng 3–7 năm 2010 của Trường Đảng Khu ủy Quảng Tây; khóa nhất ban kỳ 14 từ tháng 3 năm 2014 đến tháng 1 năm 2015 tại Trường Đảng Trung ương Đảng Cộng sản Trung Quốc.

## Sự nghiệp
Tháng 6 năm 1993, sau khi tốt nghiệp Sư phạm Nam Ninh, Lam Hiểu được phân vào Trường Vật tư Quảng Tây để công tác với vị trí cán bộ Văn phòng Đảng ủy, trợ giảng. Sau 2 năm ở vị trí này thì ông được bổ nhiệm làm Phó Chủ nhiệm Văn phòng nghiên cứu giáo dục chính trị của trường, rồi Phó Khoa trưởng Khoa Sinh viên từ tháng 5 năm 1996, và là Khoa trưởng sau đó nửa năm. Vào tháng 4 năm 1998, ông giữ chức Phó Bí thư Đảng ủy trường, thăng chức làm Bí thư Đảng ủy, Phó Hiệu trưởng từ tháng 6 năm 1999. Ông là hiệu phó trong 5 năm, giai đoạn này từng được điều về thành phố cấp phó địa Bằng Tường giáp ranh Việt Nam để giữ chức Phó Bí thư Thị ủy tạm thời từ tháng 7 năm 2003 đến tháng 7 năm 2004.
Tháng 10 năm 2004, sau hơn 10 năm ông tác ở Trường Vật tư Quảng Tây, Lam Hiểu được điều rời trường, là Phó Bí thư Thị ủy Bằng Tường. Sau đó 2 năm, vào tháng 7 năm 2006, ông được điều sang huyện Thiên Đẳng bên cạnh Bằng Tường, nhậm chức Phó Bí thư Huyện ủy, Huyện trưởng trong 5 năm. Giai đoạn này ông từng được điều động tới một xí nghiệp nhà nước là Tập đoàn Trung Tín Trung Quốc để giữ chức Trợ lý Chủ nhiệm bộ phận pháp luật, bộ phận kế hoạch và chiến lược của tập đoàn trong tháng 3–7 năm 2010 theo chương trình điều chuyển các cấp. Tháng 6 năm 2011, ông rời Thiên Đẳng, tới Đại Tân nhậm chứ Bí thư Huyện ủy, sau đó 2 năm thì lên địa cấp thị Sùng Tả, vào Ủy ban Thường vụ Thị ủy, giữ chức Tổng thư ký. Tháng 2 năm 2016, ông chuyển chức làm Bộ trưởng Bộ Tổ chức Thị ủy Sùng Tả, rồi Phó Thị trưởng thường vụ Sùng Tả từ tháng 10 năm 2017.
Cuối năm 2019, Lam Hiểu được bổ nhiệm làm Phó Chủ nhiệm Sảnh Văn phòng Chính phủ Nhân dân Quảng Tây, Phó Tổng thư ký Khu ủy Quảng Tây, thêm vị trí Thanh tra cấp 1 sau đó 1 năm. Đầu năm 2021, ông được điều về địa cấp thị Quý Cảng, giữ chức Phó Bí thư Thị ủy, Thị trưởng. Ở Quý Cảng cho đến ngày 15 tháng 12 năm 2021 thì ông trở lại Sùng Tả làm Bí thư Thị ủy, Bí thư thứ Nhất Phân Quân khu Sùng Tả. Cuối năm 2022, ông tham dự Đại hội Đảng Cộng sản Trung Quốc lần thứ XX từ đoàn đại biểu Quảng Tây. Trong quá trình bầu cử tại đại hội, ông được bầu làm Ủy viên dự khuyết Ủy ban Trung ương Đảng Cộng sản Trung Quốc khóa XX.